# Meljine (Czarnogóra)
Meljine (cyr. Мељине) – wieś w Czarnogórze, w gminie Herceg Novi. W 2011 roku liczyła 1128 mieszkańców.